# Ministerio de Relaciones Exteriores (Chile)
El Ministerio de Relaciones Exteriores de Chile (también denominado localmente, Cancillería) es el ministerio de Estado encargado de la planificación, dirección, coordinación, ejecución, control e información de la política exterior que formula el presidente de la República. El actual ministro de Relaciones Exteriores o canciller es Alberto van Klaveren, quien ejerce el cargo desde el 10 de marzo de 2023, mientras que la subsecretaria de Relaciones Exteriores es Gloria de la Fuente González; y la subsecretaria de Relaciones Económicas Internacionales es Claudia Sanhueza Riveros; actuando todos bajo el gobierno de Gabriel Boric.

## Historia

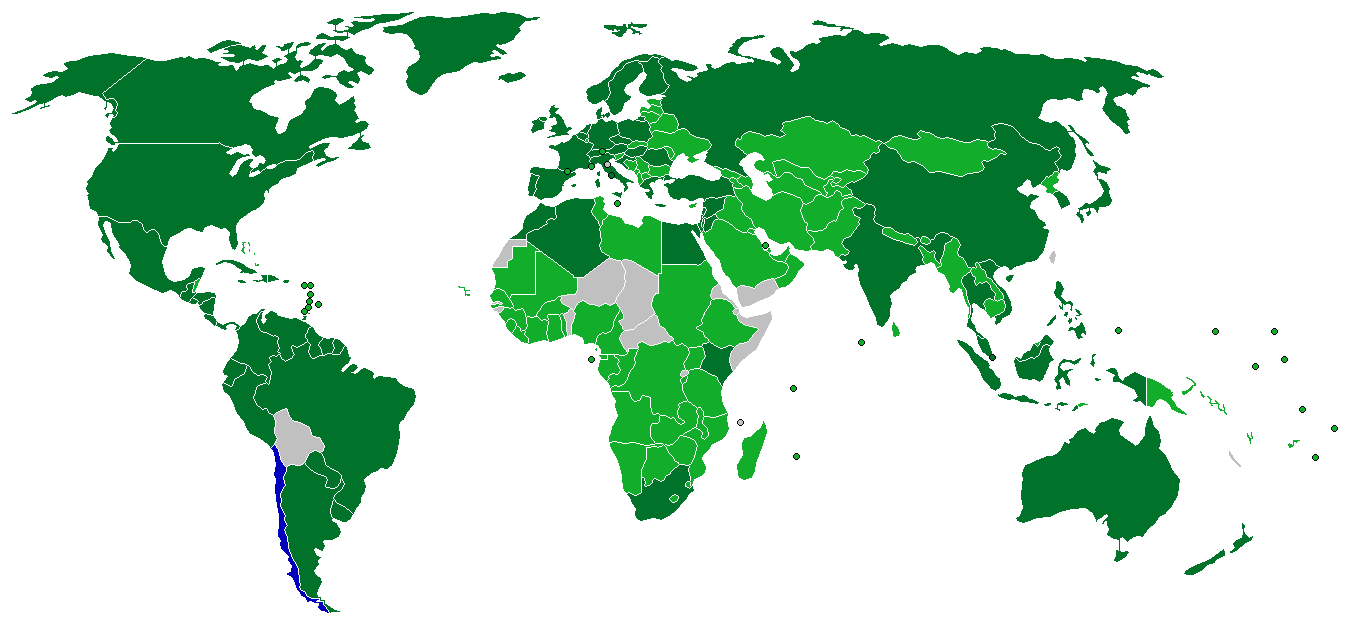
Mapa que muestra los países con relaciones diplomáticas con la República de Chile
Países con relaciones diplomáticas
Países con relaciones y embajada en su territorio.

Los primeros antecedentes de una cartera o encargado de relaciones exteriores están en 1812 con la creación de la Secretaría de Relaciones Exteriores. Desaparecida en 1814, tras el desastre de Rancagua.
Después de afianzarse definitivamente la Independencia de Chile en 1818 se crea la cartera de relaciones exteriores pero como parte del Ministerio del Interior, hasta 1871 cuando se produce la separación definitiva de funciones. En este periodo se denomina Ministerio de Gobierno y Relaciones Exteriores (1818-1824) y Ministerio de Interior y Relaciones Exteriores (1824-1871).
Desde 1871 asume las funciones de dirección de las relaciones exteriores y otras.
Las diversas denominaciones del ministerio han sido:
- Ministerio de Relaciones Exteriores y Colonización 1871-1887
- Ministerio de Relaciones Exteriores y Culto 1887-1888
- Ministerio de Relaciones Exteriores, Culto y Colonización 1888-1924
- Ministerio de Relaciones Exteriores 1924-1930
- Ministerio de Relaciones Exteriores y Comercio 1930-1941
- Ministerio de Relaciones Exteriores 1941-

## Misión y objetivos
Según el sitio web del Ministerio de Relaciones Exteriores, su misión es contribuir a la formulación de la política exterior de Chile, conduciendo y coordinando su implementación a través de su estructura organizacional y la interacción de actores públicos y privados, para velar por los intereses del país y sus connacionales en su relacionamiento con el mundo. Por otra parte los objetivos del ministerio son los siguientes:
- Trabajar en la construcción de relaciones vecinales de paz, confianza mutua, integración y cooperación ampliada.
- Promover la integración regional mediante la participación de Chile en los distintos mecanismos en curso, generando iniciativas y ejes de convergencia entre Estados, organismos y actores relevantes, reconociendo la diversidad de modelos, mecanismos e instrumentos de desarrollo existentes en el hemisferio.
- Contribuir a preservar la integridad territorial y la independencia política de la República de Chile conforme al derecho internacional, a través de la participación en el sistema multilateral (órganos, organismos, conferencias, programas, agencias, etc.) y poniendo un especial énfasis en la contribución de Chile a la paz y la seguridad internacional, la plena vigencia de la democracia y los derechos humanos y la promoción del desarrollo sostenible y con equidad. Asimismo, aprovechar proactivamente todas las ventajas y beneficios que, en materia de asistencia, construcción de capacidades y educación, ofrece el sistema multilateral.
- Promover y defender el reconocimiento de los derechos ciudadanos de los chilenos y chilenas en el exterior y desarrollar una política migratoria basada en el respeto del derecho internacional de los derechos humanos y de las personas migrantes, brindando asistencia y protección consular a los connacionales y extranjeros que requieran de los servicios consulares en Chile y en el exterior; así como el fortalecimiento de la vinculación y asociatividad de las comunidades de chilenos y chilenas en el exterior.
- Fortalecer políticas, iniciativas y vínculos estratégicos con las distintas regiones del mundo y países de interés, a través de los mecanismos de consultas políticas y de las actividades de las misiones de Chile en el extranjero para materializar los objetivos de desarrollo económico y humano del país, privilegiando acciones que apunten al desarrollo educacional, científico y tecnológico de Chile.
- Coordinar la ejecución de la «Política Antártica Nacional» con los distintos actores antárticos nacionales con el propósito de fortalecer y acrecentar la influencia de Chile en el sistema del Tratado Antártico, promoviendo así sus intereses en el territorio chileno en ese continente.
- Modernizar la estructura y los mecanismos de gestión de la Cancillería, para permitirle cumplir cabalmente los objetivos de la política exterior y responder a los desafíos del mundo globalizado.
- Fortalecer el rol de la Academia Diplomática como impulsor de la carrera diplomática, a través de una formación de calidad, así como promotor de una mayor difusión de la política exterior mediante cursos de perfeccionamiento y actividades dirigidas a los actores políticos, económicos y sociales partícipes en la política exterior.
- Continuar promoviendo una imagen-país consubstancial a los intereses nacionales, incluyendo una eficaz difusión de la cultura nacional.

## Organización
El ministerio está compuesto por dos subsecretarías de Estado; la de Relaciones Exteriores y la de Relaciones Económicas Internacionales.

### Secretaría General de Política Exterior
También forma parte del ministerio la Secretaría General de Política Exterior (abreviada SEGEN), organismo el cual tiene como objetivo el estudio, coordinación, ejecución, control e información de las actividades diplomáticas de carácter político que deben realizar las embajadas y misiones de Chile en el mundo, de acuerdo con las directivas correspondientes. Compuesta por un jefe nacional, jefe de gabinete y cinco secretarios, desde el 11 de marzo de 2022 la dirección de la SEGEN está en manos del Embajador Rodrigo Olsen.

#### Funciones
Las funciones de la SEGEN son cinco:
1. La Secretaría General, como responsable de la ejecución y coordinación de la política internacional de Chile, le corresponde recibir la información proporcionada por las embajadas y misiones en el exterior, e instruye en coordinación con ministro y subsecretario a embajadas y direcciones dependientes.
2. El organismo también tiene a su cargo el «Programa de Reuniones Internacionales en Chile», y el control de gestión de los indicadores y compromisos de sus direcciones dependientes. Al mismo tiempo, coordina la realización del «Programa de Actividades Específicas en el Exterior» (PAEE) y «Acercamientos Políticos y Estratégicos» (APE) que ejecutan las embajadas.
3. Es la responsable de la coordinación del Ministerio de Relaciones Exteriores con los ministerios y demás órganos de la administración del Estado en aquellos asuntos que inciden en la política exterior de Chile. Le corresponde, además, la coordinación de los acuerdos interinstitucionales de carácter internacional.
4. La SEGEN es la encargada de coordinar, revisar y aprobar las minutas, antecedentes y otros insumos para las autoridades superiores de Cancillería.
5. En su accionar, el organismo mantiene una estrecha coordinación con los gabinetes del ministro, del subsecretario y las otras Direcciones Generales del Ministerio de Relaciones Exteriores.

#### Direcciones dependientes de la Secretaría General de Política Exterior
Dependen de la SEGEN las siguientes direcciones:
- Dirección de América del Sur (DIRAMESUR)
- Dirección América del Norte, Centroamérica y Caribe (DIRAMENORTE)
- Dirección de Asuntos de Europa (DIREUROPA)
- Dirección de Asia Pacífico (DIRAPAC)
- Dirección de Medio Oriente y África (DIREMOA)
- Dirección de Política Multilateral (DIMULTI)
- Dirección de Integración Regional Multilateral (DIREM)
- Dirección de Seguridad Internacional y Humana (DISIN)
- Dirección de Medio Ambiente y Asuntos Oceánicos (DIMA)
- Dirección de Antártica (DIRANTARTICA)
- Dirección de Energía, Ciencia y Tecnología e Innovación (DECYTI)
- Dirección de Coordinación Regional (DICORE)
- Dirección de Asuntos Parlamentarios (DIRAP)

### Organismos dependientes
A su vez, dependen cinco organismos:
- Dirección General de Promoción de Exportaciones (PROCHILE): ejecutar la política que este formule relativa a la participación en el comercio exterior, de acuerdo a directivas impartidas por dicho Ministerio en lo relativo a la promoción, diversificación y estímulo de las exportaciones de bienes y servicios.
- Agencia Chilena de Cooperación Internacional para el Desarrollo (AGCID): presta asesoría en materias de cooperación internacional para el desarrollo y promueve la cooperación sur-sur y triangular tanto receptiva, como oferente; especialmente en Centroamérica y el Caribe.
- Dirección Nacional de Fronteras y Límites del Estado (DIFROL)
- Instituto Antártico Chileno (INACH)
- Academia Diplomática Andrés Bello (ADAB): institución de formación y preparación de los miembros del Servicio Exterior de Chile.

### Otros
- Biblioteca del Ministerio de Relaciones Exteriores
- Listado de representantes del Ministerio de Relaciones Exteriores; subsecretarios, ministros, asesores, directores, jefes de sección, ministros plenipotenciarios, cónsules, embajadores, encargados de negocios, etc. - Archivo General Histórico MINREL Archivado el 20 de abril de 2021 en Wayback Machine.
- Sitio web Archivo General Histórico del Ministerio de Relaciones Exteriores de Chile
  - Publicaciones del Ministerio de Relaciones Exteriores
  - Archivo fotográfico del Ministerio de Relaciones Exteriores (1850-1945)

### Redes sociales
- Ministerio de Relaciones Exteriores de Chile en X (antes Twitter)
- Ministerio de Relaciones Exteriores de Chile en Instagram
- Ministerio de Relaciones Exteriores de Chile en Facebook
- Ministerio de Relaciones Exteriores de Chile en Flickr

- Datos: Q4294926